# Еміліо Сакрая
Еміліо Сакрая Мутауккіль (нім. Emilio Sakraya Moutaoukkil; 29 червня 1996, Берлін, Німеччина), сценічний псевдонім Еміліо (нім. Emilio) — німецький актор і музикант.

## Біографія
Сакрая, мати якого, Мер'єм, родом з Марокко, а батько — із Сербії, народився в Берліні в 1996 році і виріс там. Його батьки живуть окремо, у нього є кілька зведених братів і сестер. Його брат, Ільєс Рауль, — також актор. У дитинстві він проводив літо з родиною в Марокко. Еміліо Сакрая відвідував вальдорфську школу Енні Хойзер у Вільмерсдорфі. Він був перед камерою з дев'яти років. Вперше він з'явився в 2005 році в рекламному ролику «Kinder erzählen». Він також виявив свою пристрасть до карате та кунг-фу ще в дитинстві. У 2010 році він став чемпіоном Німеччини з карате за версією Всесвітньої асоціації карате та кікбоксингу (WKA). У 2024 році він брав участь у шоу «Schlag den Star» і програв Bausa.
За його власними словами, Еміліо Сакрая почав грати на фортепіано, гітарі та барабанах в одинадцять років і в ранньому віці приєднався до шкільного оркестру. У п'ятнадцять-шістнадцять років почав писати власні пісні.
Сакрая — батько сина.

## Кінематограф
У 2010 році Сакрая вперше з'явився в кіно у фільмі «Часи змінюють вас», продюсером якого став Бернд Айхінгер.
Наприкінці 2016 року він вирішив більше не використовувати своє прізвище Мутауккіль публічно, а замість цього використовувати своє друге ім'я як сценічний псевдонім.
У січні 2017 року він зіграв головну роль у кримінальному серіалі «Місце злочину: Сини і батьки».
На початку 2018 року Еміліо Сакрая зіграв головну роль у фільмі Вольфганга Ґроса «Нянька на Різдво». Поруч з ним можна побачити Хайнера Лаутербаха та Соню Герхардт. Влітку 2018 року він з'явився перед камерою у фільмі «Місце злочину: зникла дитина». За свою гру він був номінований на премію «Studio Hamburg».
У 2019 році Еміліо Сакрая, у ролі Джей Сі, зіграв разом з Альбою Баптістою в новому міжнародному драматичному серіалі Netflix «Черниця-воїн», створеному Саймоном Беррі («Примарні війни», «Континуум»). Він також зіграв одну з головних ролей у новому серіалі Філіпа Коха від Netflix «Племена Європи».
Влітку 2020 року знявся в художньому фільмі «Врятувати світ, яким ми його знаємо». Головну роль виконав Еміліо Сакрая, режисер — Тіль Швайґер.
У 2022 році EFP визнала актора європейською «падаючою зіркою». У тому ж році вийшов повнометражний фільм Фатіха Акина «Небезпечний», в якому Сакрая зіграв головну роль гангста-репера Ксатара.

## Музика
У травні 2016 року він випустив свій дебютний сингл «Down by the Lake» під своїм ім'ям. 18 вересня 2020 року на Jive Records вийшов його дебютний альбом «Roter Sand».
У 2024 році взяв участь як співак у сезоні шоу «Заспівай мою пісню – Концерт обміну», що транслюється на VOX.

## Фільмографія

### Кіно
| Рік  |    | Українська назва                    | Оригінальна назва                           | Роль                                    |
| ---- | -- | ----------------------------------- | ------------------------------------------- | --------------------------------------- |
| 2010 | ф  | Часи змінюють вас                   | нім. Zeiten ändern dich                     |                                         |
| 2012 | тф | Сміливці                            | нім. Die Draufgänger                        | Фаді Алтай / нім. Fadi Altai            |
| 2013 | ф  | V8 – Ви хочете бути найкращим       | нім. V8 – Du willst der Beste sein          | Найк І. Адідас / нім. Naik I. Dadidas   |
| 2014 | ф  | Принц Гмюндський                    | нім. Der Prinz von Gmünd                    | Хікмет / нім. Hikmet                    |
| 2014 | тф | Немає втечі                         | нім. Kein Entkommen                         | Лерой / нім. Leroy                      |
| 2014 | ф  | Бібі та Тіна: Повністю зачаровані!  | нім. Bibi & Tina: Voll verhext!             | Тарік Шмюль / нім. Tarik Schmüll        |
| 2015 | тф | Останній виїзд Зауерланд            | нім. Letzte Ausfahrt Sauerland              | Еліас Кірспе / нім. Elyas Kierspe       |
| 2016 | тф | 7-а година                          | нім. Die 7. Stunde                          | Самі / нім. Sami                        |
| 2016 | ф  | Бібі та Тіна: дівчата проти хлопців | нім. Bibi & Tina: Mädchen gegen Jungs       | Тарік Шмюль / нім. Tarik Schmüll        |
| 2016 | тф | Соло для Вайс                       | нім. Solo für Weiss                         | Мурат Каймаз / нім. Murat Kaymaz        |
| 2016 | тф | Віннету – новий світ                | нім. Winnetou – Eine neue Welt              | Неке Бах / нім. Neke Bah                |
| 2016 | тф | Віннету - Таємниця Срібного озера   | нім. Winnetou – Das Geheimnis vom Silbersee | Неке Бах / нім. Neke Bah                |
| 2016 | тф | Віннету – Остання битва             | нім. Winnetou – Der letzte Kampf            | Неке Бах / нім. Neke Bah                |
| 2017 | ф  | Бібі та Тіна: Вау, цілком           | нім. Bibi & Tina: Tohuwabohu Total          | Тарік Шмюль / нім. Tarik Schmüll        |
| 2017 | тф | Відпочинок від життя                | нім. Ferien vom Leben                       | Вінсент / нім. Vincent                  |
| 2017 | ф  | Rock My Heart – Моє дике серце      | нім. Rock My Heart – Mein wildes Herz       | Семі / нім. Samy                        |
| 2017 | тф | Свинопас                            | нім. Der Schweinehirt                       | Принц Августин / нім. Prinz Augustin    |
| 2018 | ф  | Клініка                             | нім. Heilstätten                            | Чарлі / нім. Charly                     |
| 2018 | ф  | Моя до біса хороша подруга          | нім. Meine teuflisch gute Freundin          | Карло / нім. Carlo                      |
| 2018 | ф  | Синє вікно                          | нім. Fenster Blau                           | Льоша / нім. Ljöscha                    |
| 2018 | ф  | Нянька на Різдво                    | нім. Kalte Füße                             | Деніс / нім. Denis                      |
| 2021 | ф  | Врятувати світ, яким ми його знаємо | нім. Die Rettung der uns bekannten Welt     | Пауль / нім. Paul                       |
| 2021 | ф  | Один вихідний                       | англ. One Night Off                         | Ноа / англ. Noah                        |
| 2022 | ф  | Шановний Курт                       | нім. Lieber Kurt                            | бармен / англ. Barkeeper                |
| 2022 | ф  | Небезпечний                         | нім. Rheingold                              | Гівар Хаджабі / нім. Giwar Hajabi       |
| 2024 | ф  | Шістдесят хвилин                    | нім. 60 Minuten                             | Октавіо Бергман / нім. Octavio Bergmann |

### Телебачення
| Рік       |   | Українська назва       | Оригінальна назва               | Роль                                                     |
| --------- | - | ---------------------- | ------------------------------- | -------------------------------------------------------- |
| 2016—2016 | с | Посеред Німеччини: НСП | нім. Mitten in Deutschland: NSU | Керім Сімсек-старший / нім. Kerim Simsek älter (1 серія) |
| 2016—2016 | с | Кульбаба               | нім. Löwenzahn                  | Хеннінг / нім. Henning (1 серія)                         |
| 2017—2017 | с | 4 квартали             | нім. 4 Blocks                   | Іссам / нім. Issam (5 серій)                             |
| 2017—2019 | с | Місце злочину          | нім. Tatort                     | Ніно/Карім Лешер / нім. Nino/Karim Löscher (2 серії)     |
| 2020—2020 | с | Черниця-воїн           | англ. Warrior Nun               | Джей Сі / англ. JC (5 серій)                             |
| 2021—2021 | с | Племена Європи         | англ. Tribes of Europa          | Кіано / англ. Kiano (6 серій)                            |
| 2024—2024 | с | Приречені на смерть    | англ. Those About to Die        | Ксенон / нім. Xenon (10 серій)                           |

## Дискографія

### Студійні альбоми
| Рік  | Назва Музичний лейбл           | Позиція в чартах | Позиція в чартах | Позиція в чартах | Примітки                          |
| Рік  | Назва Музичний лейбл           | Німеччина        | Австрія          | Швейцарія        | Примітки                          |
| ---- | ------------------------------ | ---------------- | ---------------- | ---------------- | --------------------------------- |
| 2020 | Roter Sand Jive Records (Sony) | 40 (1 тиждень)   | 19 (2 тижні)     | 8 (2 тижні)      | Перша публікація: 18 вересня 2020 |
| 2022 | 1996 Jive Records (Sony)       | 47 (1 тиждень)   | 17 (2 тижні)     | 15 (1 тиждень)   | Перша публікація: 1 липня 2022    |
| 2024 | Blessings Jive Records (Sony)  | 86 (1 тиждень)   | 32 (2 тижні)     | 50 (1 тиждень)   | Перша публікація: 19 квітня 2024  |

## Нагороди та номінації

### Нагороди
- 2022: Премія «Падаючі зірки»[en] (в категорії «Падаюча зірка»)[14];

### Номінації
- 2018: Премія «Нові обличчя»[de] (за Rock My Heart – Моє дике серце[de])[15]
- 2019: Bravo Otto[de] (у категорії «Новачок міжнародний»)[16]
- 2019: Нагорода за молоді таланти Studio Hamburg[de] (за Місце злочину: зникла дитина[de])[15]
- 2022: Премія Ромі[de] (в категорії «Чоловіче відкриття»)[17]